# 畢達哥拉斯質數

畢達哥拉斯質數5和其平方根都是兩股為整數的直角三角形的斜邊。圖中的公式說明，如何用勾股三角形得到斜邊長度是前者平方根的直角三角形

畢達哥拉斯質數是指可以表示為4n + 1形式的質數，若直角三角形的三邊均為整數，斜邊為質數，其斜邊的邊長即為畢達哥拉斯質數。此一特性即為費馬平方和定理。
依照勾股定理，有奇數質數{\displaystyle p}，其平方根{\displaystyle {\sqrt {p}}}是一兩股為整數直角三角形的斜邊，而{\displaystyle p}本身是勾股三角形的斜邊。例如5是畢達哥拉斯質數，則{\displaystyle {\sqrt {5}}}是兩股分別為1,2的直角三角形的斜邊，而5本身則是兩股為3,4的勾股三角形的斜邊。

## 數值和密度
前幾個畢達哥拉斯質數為
5, 13, 17, 29, 37, 41, 53, 61, 73, 89, 97, 101, 109, 113, … （OEIS數列A002144）.
依照狄利克雷定理，有無限多個畢達哥拉斯質數，而且給定一個上界{\displaystyle n}，小於等於此上界畢達哥拉斯質數的數量，會大略等於非畢達哥拉斯質數的數量，不過多數情況下，畢達哥拉斯質數的數量會比較少。這現象又稱為切比雪夫偏差。}}。例如，在600000以內，不大於這上界的畢達哥拉斯質數數量大於非畢達哥拉斯質數數量的數字只有26861和26862。

## 表示為兩個平方數的和
費馬平方和定理陳述，畢達哥拉斯質數可以表示為二個平方數的和，其他質數除了2以外（2=12+12）都不能表示為二個平方數的和。畢達哥拉斯質數及2會在高斯整數的範數中出現，其他的質數不會是高斯整數的範數。
畢達哥拉斯質數可以表示為一個奇數的平方數与一個偶數的平方數的和：畢達哥拉斯質數是可以表示為a2+4b2形式的質數。

## 二次剩餘
依照二次互反律陳述，若p及q為奇質數，其中至少有一個為畢達哥拉斯質數，則
p是模q的二次剩餘的充份必要條件是q是模p的二次剩餘 。相反的，若p及q都不是畢達哥拉斯質數，則p是模q的二次剩餘的充份必要條件是q不是模p的二次剩餘。−1是是模p的二次剩餘的充份必要條件是p是畢達哥拉斯質數（或2）。
在p為畢達哥拉斯質數的域Z/p中，多項式x^2 = -1有二個解。